# Ushangi Kokauri
Ushangi Kokauri (Gori, 10 de janeiro de 1992) é um judoca azerbaijano de origem georgiana, atuando na categoria de peso acima de 100 kg, membro da seleção nacional do Azerbaijão de judô. Ushangi Kokauri representou o Azerbaijão nos Jogos Olímpicos de 2016 no Rio de Janeiro. Ele competiu nos Jogos Olímpicos de 2016 no evento masculino +100 kg, no qual foi eliminado na segunda rodada por Hisayoshi Harasawa.